# Chambre criminelle de la Cour de cassation française

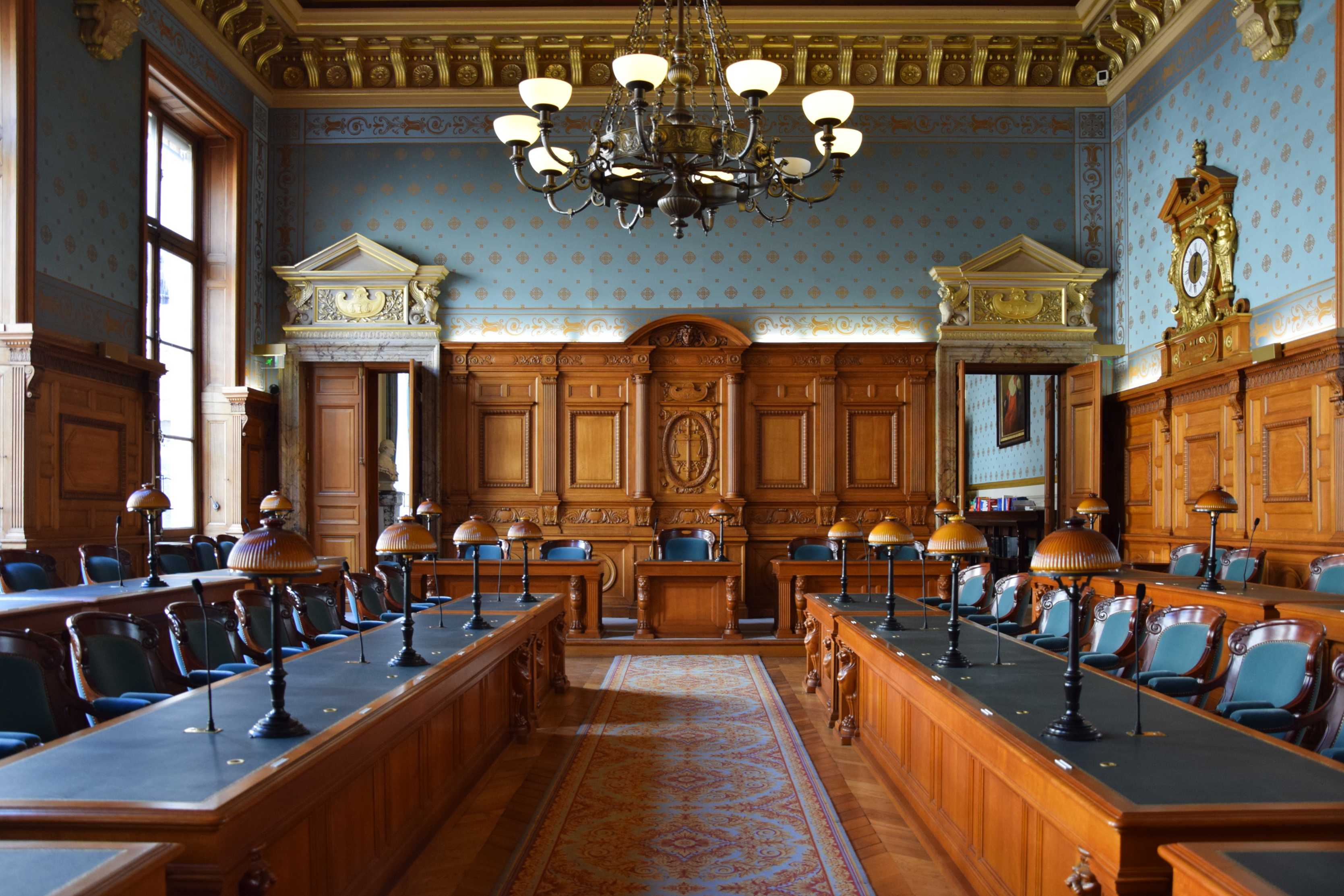
Salle d'audience de la chambre criminelle de la Cour de cassation au palais de justice de Paris

La chambre criminelle de la Cour de cassation française est la seule chambre de cette cour compétente en matière pénale (crimes, délits ou contraventions).

## Organisation
La chambre criminelle est organisée en quatre sections :
- La section no 1 traite des questions de procédure pénale ;
- La section no 2 traite des assises ;
- La section no 3 traite des intérêts civils ;
- La section no 4 traite des affaires financières.

## Composition
La chambre criminelle est composée de magistrats judiciaires du siège et du parquet, répartis comme suit :
- Président de chambre : Nicolas Bonnal[2]
- Conseiller doyen : Élisabeth de la Lance[3]
- Doyens de section : Pascale Labrousse[4], Pierre Moreau[5], Natalie Ingall-Montagnier[6] et Henri de Larosière de Champfeu[7]
- Premier avocat général : Frédéric Desportes[8]
- Cheffe du greffe criminel : Nathalie Romaire[9]